# いしづち発電所
いしづち発電所（いしづちはつでんしょ）は、愛媛県の太陽光発電所である。

## 概要
本発電所は石鎚山の北に位置しており「いしづち」の名を冠している。また猪狩川の右岸、JR四国の予讃線の線路沿い伊予氷見駅の東数百メートルの所に立地する。このため予讃線を走る列車の車窓からも発電所の太陽光パネルを容易に見る事ができる。本発電所は2015年3月に発電を開始した。その出力は1.572メガワット、日本では所謂「メガソーラー」と呼ばれる（出力1メガワットを超える）太陽光発電所である。

## 用地について
21世紀の日本にはかつて農業が行われていた土地が農地としては利用されなくなり放置された事例が各地で見られる。本発電所はそのような耕作放棄地で利用されていなかった土地を、太陽光パネルなどを設置するための用地として利用して建設された太陽光発電所である。